# Окупація Нікарагуа
Окупа́ція Нікара́гуа (англ. United States occupation of Nicaragua) — збройний конфлікт, що відбувався на території Нікарагуа протягом 1912–1933 в період ведення Америкою політики великого кийка.